# Castillo de Camarles
El Castillo de Camarles, o la Torre de Camarles, es un antiguo castillo en el pueblo de Camarles de la comarca catalana del Bajo Ebro (provincia de Tarragona). Actualmente queda una maciza torre circular de piedra, construida sobre una antigua alquería islámica fortificada de tipo defensivo, restaurada recientemente, y que se ha adaptado para ser visitada con la construcción de un mirador desde donde se puede admirar una gran panorámica. Está incluido en el Inventario del Patrimonio Arquitectónico de Cataluña y protegido como Bien Cultural de Interés Nacional.

## Historia
El año 1150, Ramón Berenguer IV de Barcelona donó el castillo de Camarles a Guillem de Sunyer. El año 1322 se vuelve a mencionar, cuando el rey Jaime II de Aragón otorgó el lugar a Pedro Ramón, de Mataró.

## Descripción
La torre de planta circular tiene un diámetro interior de unos 3 metros, el muro presenta un grosor de 1,70 metros y su altura es de unos 9 metros. Tiene en la parte baja un talud, de unos 2,5 metros de altura, que rodea toda la torre excepto dónde está la puerta. La puerta se encuentra situada a unos tres metros del suelo y actualmente se puede acceder por una escalera metálica; está rematada por un arco de medio punto hecho en una piedra monolítica.
La cámara interior está cubierta por una falsa cúpula con un orificio situado en el punto central por donde se accede al nivel superior, actualmente una terraza. En la cámara hay dos ventanas rectangulares y alrededor de la torre se encuentran los restos de muros, de un pozo y de unos arcos.